# Consonante vibrante múltiple
En fonética, una vibrante múltiple es un sonido segmental consonántico producido mediante vibraciones múltiples (típicamente 2 o 3) entre el órgano articulador en un lugar o punto de articulación. El español tiene una vibrante múltiple alveolar [r] en perro, mientras que el francés parisino usa casi siempre vibrantes múltiples uvulares [ʀ] entre vocales.
Las vibrantes múltiples son muy diferentes de las "vibrantes" simples, que propiamente no son vibrantes. En las primeras hay una repetida vibración mientras que en las segundas hay un golpeteo único del articulador en el punto de articulación. En las "vibrantes" simples el articulador golpea una vez el punto de articulación, mientras que en una auténtica vibrante múltiple el órgano articulador se mantiene en posición y es en parte el efecto Venturi de la corriente de aire lo que ocasiona la vibración reiterada. Usualmente una vibrante múltiple consiste en 2 o 3 golpeteos o períodos, aunque puede llegar a tener hasta 5 para vibrantes muy largas y ocasionalmente más para en el caso de geminadas, o en pronunciación enfática. Las vibrantes múltiples que tienen un signo distintivo en el alfabeto fonético internacional son:
- [r] - vibrante múltiple alveolar
- [ʙ] - vibrante múltiple bilabial
- [ʀ] - vibrante múltiple uvular

La vibrante bilabial es relativamente rara o poco frecuente en las lenguas del mundo, mientras que la vibrante múltiple alveolar es mucho más frecuente [r͇], también existen otros dos tipos de sonidos similares a este último que no tienen un signo propio, como son la vibrante múltiple dental [r̪]y la postaveolar [r̠]. Algunos africanistas sostienen que el idioma toda posee una genuina vibrante múltiple retrofleja transcrita como  [ɽ] (es decir, con el mismo signo que la vibrante simple retrofleja), aunque el AFI podría transcribir este sonido de manera menos ambigua como [ɽ͡r], ya que solamente el inicio de dicho segmento es retroflejo. 